# روزولت (واشینگتن)
روزولت (به انگلیسی: Roosevelt) یک منطقهٔ مسکونی در ایالات متحده آمریکا است که در شهرستان کلیکیتات، واشینگتن واقع شده‌است. روزولت ۱۰٫۰ کیلومتر مربع مساحت و ۷۹ نفر جمعیت دارد و ۱۱۱ متر بالاتر از سطح دریا واقع شده‌است.